# 汉科
汉科（芬蘭語：Hanko），是芬兰共和国新地区的一个使用“城市”称号的市镇，成立于1874年。辖区总面积799.99平方公里，其中陆地面积116.92平方公里，水域面积683.07平方公里。2019年1月居民人口数量为8386人，人口密度为71.72人/平方公里。芬兰语人口和瑞典语人口比例分别为52.5%和42.8%（2017年底）。

## 历史

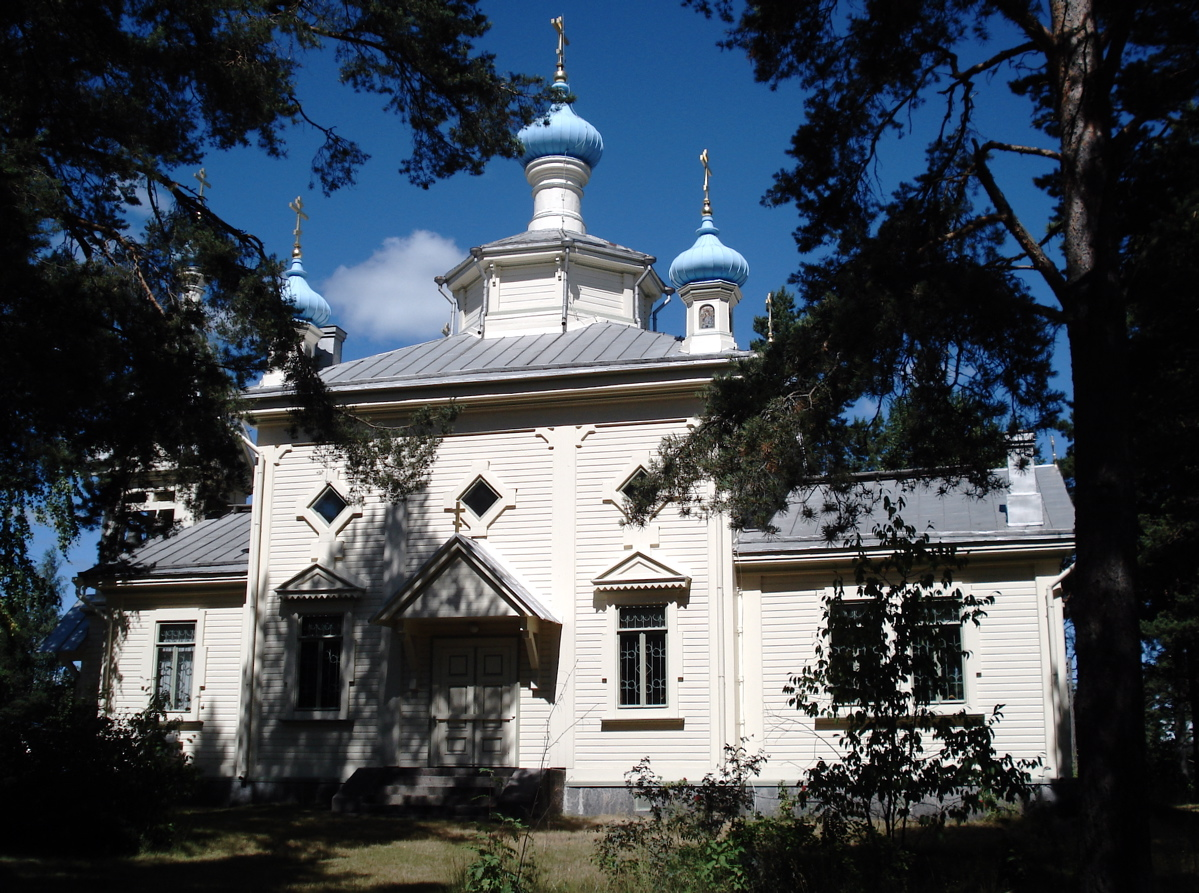
汉科的东正教堂（建于1895年）

早在15世纪，今天汉科所处的区域已经成为水手的定居点。豪恩索利（Hauensuoli）岛上仍保存有当时留下的石刻。汉科还是一座历经战火的城市。1714年，大北方战争中的甘古特会战就发生在汉科附近海域。这场海战是俄国海军舰队历史上的首次重要胜利。18世纪末，瑞典人开始在汉科半岛上修建防御工事，外岛上修有三座堡垒。这些堡垒后来在克里米亚战争中遭英国皇家海军炮击。
1874年，汉科建城，宪章由沙皇亚历山大二世颁布。19世纪末、20世纪初，芬兰发生了移民北美的热潮。其中大约有25万人从汉科港出发，离开芬兰、前往美国和加拿大。19世纪末的芬兰，仍是沙俄统治下的一个大公国，当时汉科是俄国贵族们所喜欢的一个度假地。现在仍有一些那个时期的俄式建筑保存下来。
1940年3月，芬兰和苏联签订莫斯科和平协定，结束了冬季战争。协定将汉科租借给苏联30年，用作海军基地。但芬兰在继续战争中夺回了汉科。1942年春天，汉科居民开始返回这座在战争中变得面目全非的城市。

## 地理

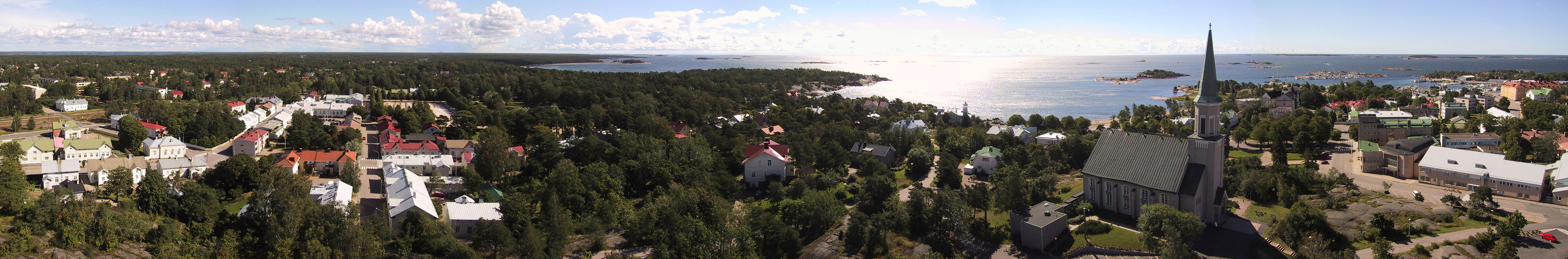
汉科全景图

汉科地处芬兰大陆最南端的汉科半岛上。土壤为冰碛土，植被主要为松属和灌木。汉科以遍布其海域的90多个岛屿而著称，海岸线长达130公里，其中有30公里为沙滩。

## 交通
汉科距离首都赫尔辛基约130公里，两地间有长途大巴开行，车程约两小时。赫尔辛基与图尔库之间的火车均在卡里斯停留，从卡里斯有与之衔接的火车或汽车开往汉科。在夏季，汉科港有客轮运营沿芬兰西南海岸线的汉科─图尔库─新考蓬基航线，也有国际客轮发往德国罗斯托克。

## 友好城市
汉科与下列四个城市结为友好城市：
- 丹麦 根措夫特
- 爱沙尼亚 哈普萨卢
- 挪威 斯图尔
- 瑞典 哈尔姆斯塔德